# 383622 Luigivolta
383622 Luigivolta è un asteroide della fascia principale. Scoperto nel 2007, presenta un'orbita caratterizzata da un semiasse maggiore pari a 2,8811383 au e da un'eccentricità di 0,0698961, inclinata di 11,17300° rispetto all'eclittica.